# ام‌اس دویچلند
ام‌اس دویچلند (به انگلیسی: MS Deutschland) یک کشتی است که طول آن ۱۷۵٫۳۰ متر (۵۷۵ فوت ۲ اینچ) می‌باشد. این کشتی در سال ۱۹۹۸ ساخته شد.